# Die Hochstaplerin (film 1927)
Die Hochstaplerin è un film muto del 1927 diretto da Martin Berger. La sceneggiatura si basa sul romanzo Der Fall Gehrsdorf di Hans Land (Hugo Landsberger).

## Produzione
Il film fu prodotto dalla casa di produzione berlinese Hermes-Film GmbH.

## Distribuzione
Distribuito dalla Bayerische Film, uscì nelle sale cinematografiche tedesche dopo essere stato presentato a Berlino nel febbraio 1927.